# بويشويس نويس

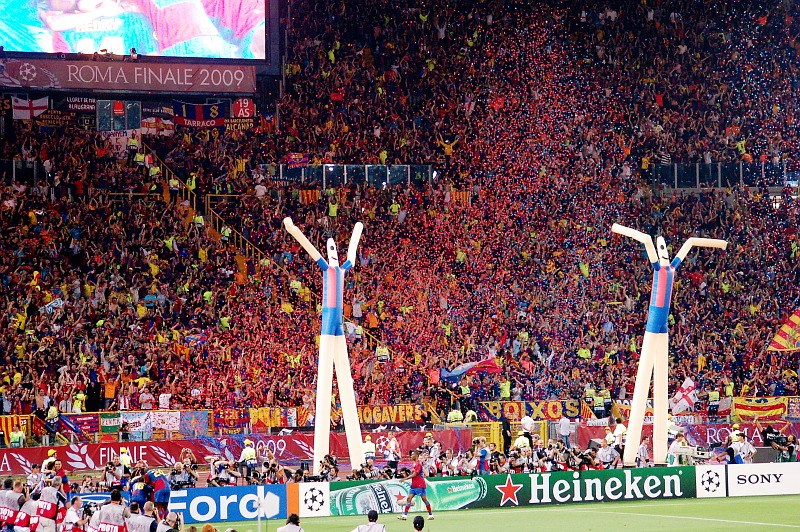
صخب البويكسوس نويس خلال مساندتهم النادي في نهائي دوري ابطال أوروبا 2009 في روما

بويكسوس نويس (بالعربية: الأولاد المجانين) هو تنظيم من مشجعي نادي برشلونة، مقرهم مدينة برشلونة الكتلونية. تأسس التنظيم سنة 1981  وكان يضم القوميين الكتلانيين ذوي الميول اليسارية، حتى انضمت إليهم موجة من حليقي الرأس منتصف الثمانينات. لسنوات استمتع البويكسوس نويس بعلاقة طيبة مع فريقهم إلى أن قام رئيس النادي خوان لابورتا بمنعهم من حضور المباريات سنة 2003.
للتنظيم سمعة سيئة داخل إسبانيا نظرا لسلوكهم العدواني ومواجهاتهم المتكررة مع السلطات، حيث أن بعض أعضاء التنظيم متهمون في قضايا التهديد بالقتل والقتل.